# Chienne de vie!
Chienne de vie! est un téléfilm canadien réalisé par George Miller.

## Synopsis
Scott Wagner ne sait plus que faire avec Benny, un chien extrêmement maladroit. À cause de ce molosse, sa relation avec l'un de ses plus importants clients s'est dégradée. Il risque même de perdre son emploi et n'en dit rien à sa femme, Jenna. Mais Dylan, le fils de Scott, fait la connaissance de Phyllis, qui gère la carrière d'animaux au cinéma. Cette dernière est persuadée que Benny a un grand avenir devant lui.

## Fiche technique
- Scénario et dialogues : Paul Bernbaum
- Titre original : In the Doghouse
- Durée : 90 min  (1h30min)
- Pays :  Canada
- Genre : Comédie
- Année de production : 1998

## Distribution
- Matt Frewer : Scott Wagner
- Trevor Morgan : Dylan Wagner
- Rhea Perlman : Phil Markowitz
- Mark Rolston : Agent Kellaway
- Brian Markinson : Harvey Poolish
- Tony Rosato : Tom Cheehak
- Allison Hossack : Jenna Wagner
- Britt McKillip : Sophie Wagner